# Szenahtenré Jahmesz
Szenahtenré Jahmesz az ókori egyiptomi XVII. dinasztia fáraója, a XVIII. dinasztia ősapja. A XVII. dinasztia utolsó előtti fáraójának, Szekenenrének az apja; a XVIII. dinasztia első fáraójának, I. Jahmesznek a nagyapja. Utódai uralma alatt folyt a hükszoszok kiűzése Egyiptomból.

## Családi kapcsolatok
Valószínűleg rokonságban állt a XVII. dinasztia korábbi királyaival; VII. Antef fia vagy testvére, és II. Szobekemszaf testvére lehetett. Közvetett bizonyítékok azonosítják őt a XVIII. dinasztia ősanyja, Tetiseri királyné férjeként. A dinasztia első fáraója, I. Jahmesz egy abüdoszi feliratán Tetiserit Jahmesz anyja anyjának, apja anyjának és nagy királyi hitvesnek nevezi; a királyok közt két nemzedékkel visszaszámolva eljutunk Szenahtenréhez, akinek nevét megtalálni az istenített kora újbirodalmi uralkodók nevei közt. Kim Ryholt dán egyiptológus megjegyzi, hogy „mivel Szenahtenrét megemlítik a Nyugat urai közt Szekenenrével és Kamoszéval együtt, valószínűleg Jahmesz családjának tagja lehetett, és azonos Tetiseri egyébként azonosítatlan férjével.”
Tetiseritől legalább két gyermeke született, utódja, Szekenenré és annak főfelesége, Ahhotep. Ahhotepen kívül Szekenenré két másik felesége, Ahmesz-Inhapi és Szitdzsehuti is viseli a „Király leánya” címet (Szitdzsehuti a „Király testvére” címet is), így feltehetőleg ők is Szenahtenré gyermekei voltak. Lehetséges, hogy Szenahtenré és Tetiseri fiatalabbik fia volt Kamosze fáraó, aki Szekenenrét követte a trónon, bár őt más elméletek Szekenenré idősebbik fiának tartják.

## Korábbi elméletek
Sokáig nem kerültek elő korabeli források, melyek említik, csak jóval későbbről, az újbirodalom idejéből volt ismert, például a karnaki királylistán (III. Thotmesz idejéből) és két thébai sírban. Emiatt feltételezték, hogy uralkodása rövid lehetett, legfeljebb egy évig tartott. Az információhiány miatt több más, azóta megdőlt elmélet is született róla, többek közt az, hogy valójában azonos Szekenenrével. Emellett teljes neve sem volt tisztázott; 2012 előtti forrásokban személyneveként (nomen) többnyire a Ta-aa szerepel, ami fia nomene is volt; ez az Abbott-papirusz alapján volt így, ahol két uralkodót említenek ezzel a névvel. Claude Vandersleyen már 1983-ban elvetette ezt a nézetet, de így is elterjedt maradt. Ryholt megjegyezte, hogy Szenahtenré nomene inkább Sziamon lehetett, mint Ta-aa, mert ez egyike annak a két névnek, amit egy pecséten találtak egy Dirá Abu el-Naga-i sírban; a másikon Szekenenré neve állt. Feltételezték, hogy a Sziamon („Ámon fia”) itt inkább címként szerepel, mint névként, ebben az esetben elfoglalná a nomen helyét, mert a Ré fia címet követi. Leszámítva, hogy Kamosze időnként az Apóphisz elleni háború idején politikai okokból felcserélte nevét a „hatalmas uralkodó” jelzővel, a Ré fia jelzőt a második átmeneti kor idején mindig a nomen követte. Mivel a Sziamon ebben az időben és az Újbirodalom idején gyakori név volt, feltételezték, hogy névvel és nem jelzővel állunk szemben. Mivel a két pecsétet együtt találták és egyazon kéz munkájának tűnik, ugyanakkor készülhettek és kerülhettek a tisztségviselőhöz, akinek a sírjából előkerültek. Így Ryholt arra a következtetésre jutott, hogy Sziamon azonos lehet Szekenenrével, és mivel nem azonosítható utódjával, Kamoszéval, ezért valószínű, hogy Szenahtenrével azonos.
2012 januárjában, illetve februárjában két XVII. dinasztia korabeli leletet találtak francia egyiptológusok Karnakban elásva. A templomi magtár ajtaján és egy mészkő ajtókeret töredékén szereplő feliratok Szenahtenré teljes nevét tartalmazzák, és ezek az egyetlen ismert, őt említő feliratok, melyek nem az uralkodása után készültek. Márciusban a CFEETK (Centre Franco-Égyptien d'Étude des Temples de Karnak) közzétette a feliratokat, melyek alapján a fáraó neve Jahmesz volt, ahogy unokájáé is. A feliratok alapján ezeket a tárgyakat magának Szenahtenrének a parancsára készítették; a magtár ajtaját turai mészkőből, Ámon-Ré templomához – Tura a mai Kairó környéke, ez azt jelenti, hogy a fáraó az akkoriban a hükszoszok uralta területről hozatott mészkőt. Az ajtót később újrahasznosították, és egy későbbi épület alapjaiban találták meg a karnaki Ptah-templom mellett; feliratán a fáraó teljes titulatúrája szerepel (ḥr mrỉỉ m3ˁ.t nswt-bỉtỉ snḫt-n-rˁ z3 rˁ ỉˁḥ-ms).

## Titulatúrája
A fáraók titulatúrájának magyarázatát és történetét lásd az Ötelemű titulatúra szócikkben.
| G5 |

| G5 |

| mr | i | i | mAat | t · Z1 |

| mr | i | i | mAat | t · Z1 |

| mr | i | i | mAat | t · Z1 |

| mr | i | i | mAat | t · Z1 |

| G5 |

| G5 |

| mr | i | i | mAat | t · Z1 |

| mr | i | i | mAat | t · Z1 |

| mr | i | i | mAat | t · Z1 |

| mr | i | i | mAat | t · Z1 |

| M23 | L2 |

| M23 | L2 |

| N5 · O34 | N35 · M3 · Aa1 · X1 | D40 · N35 |

| N5 · O34 | N35 · M3 · Aa1 · X1 | D40 · N35 |

| N5 · O34 | N35 · M3 · Aa1 · X1 | D40 · N35 |

| N5 · O34 | N35 · M3 · Aa1 · X1 | D40 · N35 |

| N5 · O34 | N35 · M3 · Aa1 · X1 | D40 · N35 |

| N5 · O34 | N35 · M3 · Aa1 · X1 | D40 · N35 |

| N5 · O34 | N35 · M3 · Aa1 · X1 | D40 · N35 |

| N5 · O34 | N35 · M3 · Aa1 · X1 | D40 · N35 |

| M23 | L2 |

| M23 | L2 |

| N5 · O34 | N35 · M3 · Aa1 · X1 | D40 · N35 |

| N5 · O34 | N35 · M3 · Aa1 · X1 | D40 · N35 |

| N5 · O34 | N35 · M3 · Aa1 · X1 | D40 · N35 |

| N5 · O34 | N35 · M3 · Aa1 · X1 | D40 · N35 |

| N5 · O34 | N35 · M3 · Aa1 · X1 | D40 · N35 |

| N5 · O34 | N35 · M3 · Aa1 · X1 | D40 · N35 |

| N5 · O34 | N35 · M3 · Aa1 · X1 | D40 · N35 |

| N5 · O34 | N35 · M3 · Aa1 · X1 | D40 · N35 |

| G39 | N5 | \| \| |
|     |    |       |

|  |

| G39 | N5 | \| \| |
|     |    |       |

|  |

| N12 | ms | s |

| N12 | ms | s |

| N12 | ms | s |

| N12 | ms | s |

| N12 | ms | s |

| N12 | ms | s |

| N12 | ms | s |

| N12 | ms | s |

| G39 | N5 | \| \| |
|     |    |       |

|  |

| G39 | N5 | \| \| |
|     |    |       |

|  |

| N12 | ms | s |

| N12 | ms | s |

| N12 | ms | s |

| N12 | ms | s |

| N12 | ms | s |

| N12 | ms | s |

| N12 | ms | s |

| N12 | ms | s |